# Izeh
Īzeh (/ˈːAnshan/) (farsi ایذه) è il capoluogo dello shahrestān di Izeh, circoscrizione Centrale, nella provincia del Khūzestān, in Iran. Aveva, nel 2006, una popolazione di 103.695 abitanti.
Conosciuta anticamente come Izaj e Mālamir, e in periodo elamico con il nome di Ayapir, vanta siti archeologici con iscrizioni e bassorilievi, ed è inserita nella lista provvisoria del Patrimonio dell'umanità dell'UNESCO.

## Galleria d'immagini

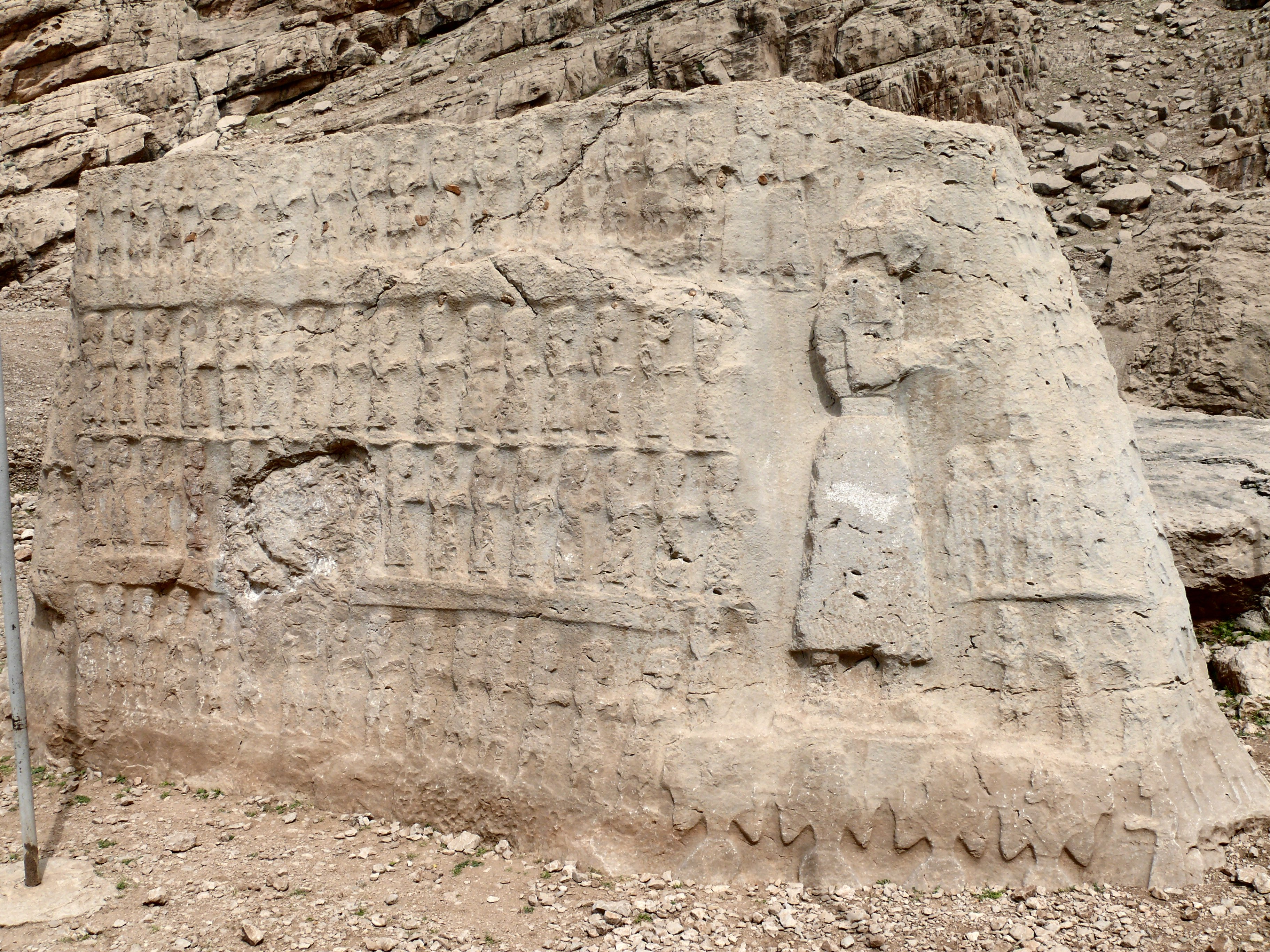
Il bassorilievo elamita Kul-e Farah III
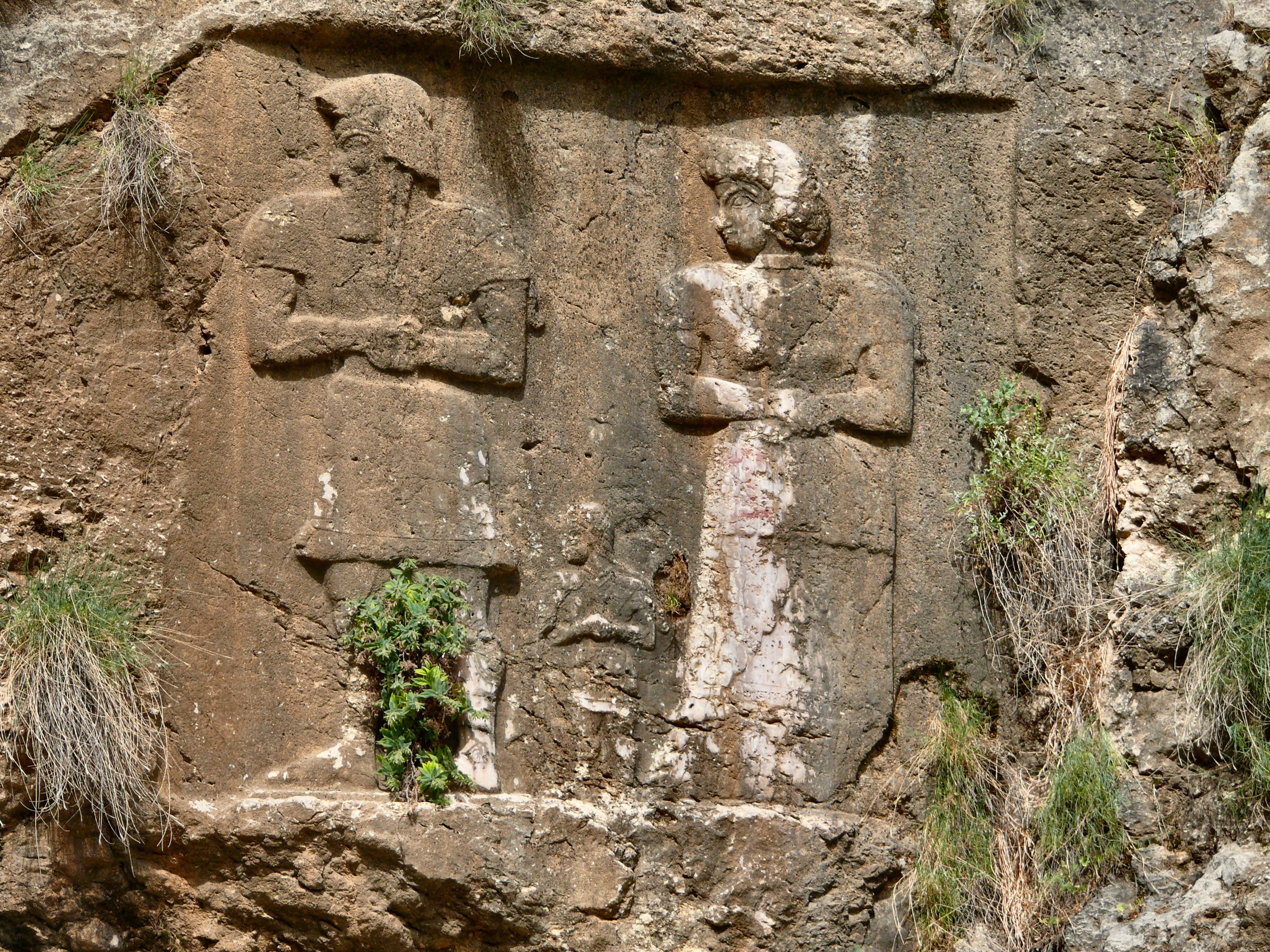
Il bassorilievo Eshkaft-e Salman II
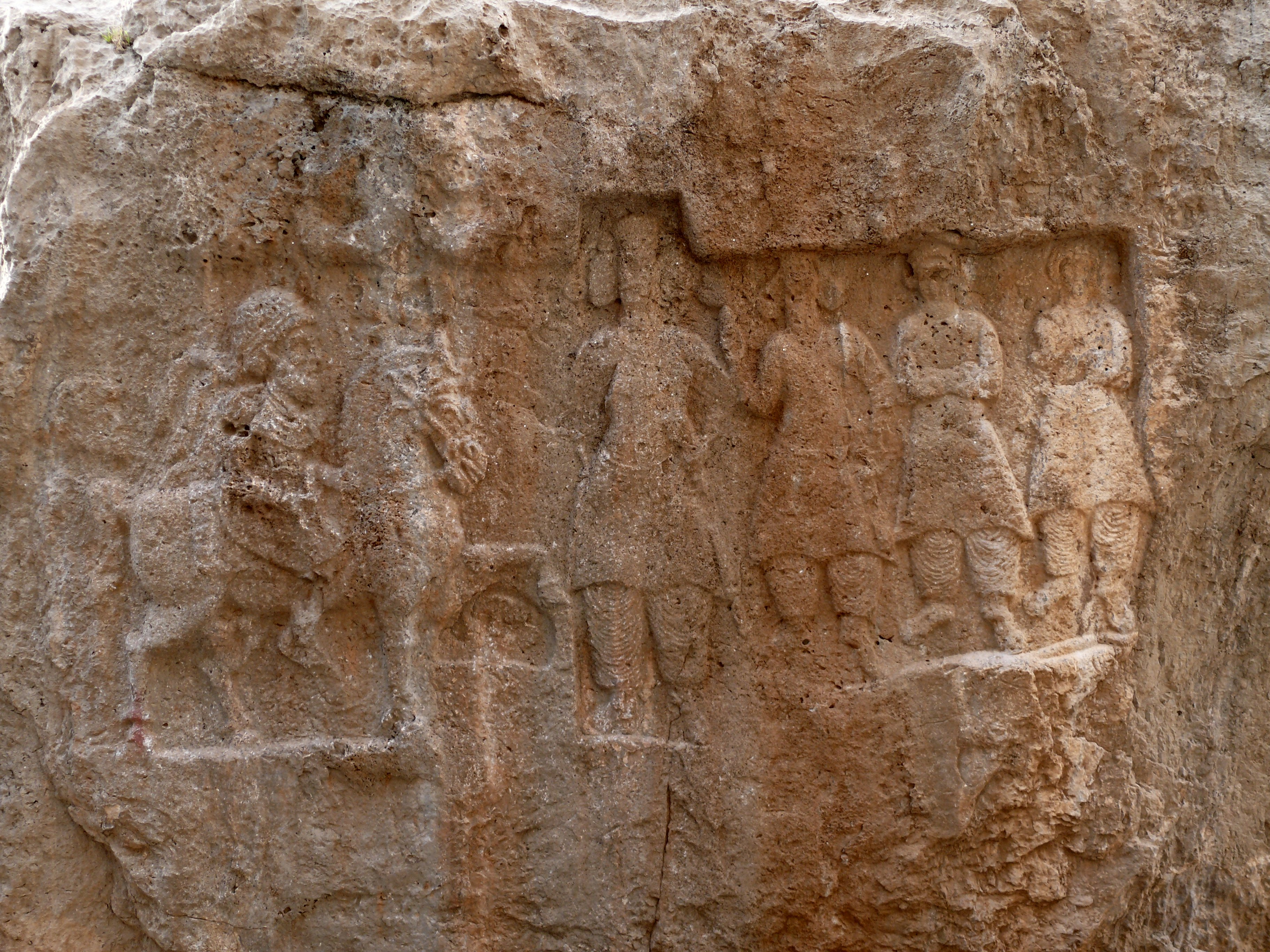
Il bassorilievo Mitridate I di Partia